# Марокко на летних Олимпийских играх 1984
Марокко принимала участие в Летних Олимпийских играх 1984 года в Лос-Анджелесе (США) в шестой раз за свою историю, и завоевала две золотые медали. Сборную страны представляла 1 женщина.

## Золото
- Лёгкая атлетика, мужчины, 5000 метров — Саид Ауита.
- Лёгкая атлетика, женщины, 400 метров с препятствиями — Наваль Эль-Мутавакель.